# 斯特莫爾城堡
斯特莫爾城堡（德語：Burg Stermol）是一座位於斯洛文尼亞戈雷尼斯卡地區采爾克列豪宅山腳下的城堡，它以其建造者斯特莫爾家族（Strmol ）的名字命名，也是斯洛文尼亞為數不多在其整個歷史中保留斯洛文尼亞名字的城堡之一。目前它作為斯洛文尼亞共和國政府的賓館和會議場所使用。

## 歷史
在戈雷尼斯卡地區采爾克列的12個中世紀莊園中，斯特莫爾城堡是唯一一個完好無損地保存至今的莊園。這座城堡在13世紀首次被提及，但沒有確切的建造時間。不過該建築以中世紀晚期核心的風格為中心，並在經歷文艺复兴建筑和巴洛克艺术影響翻新後呈現現在的形式。其中央要塞四周環繞著低矮的矩形文藝復興時期防禦城牆，由方角砲塔加固，護城河上曾經有一座吊橋。建築內部裝飾華麗，配有歷史悠久的家具和藝術品。
1944年1月，南斯拉夫人民解放军和游击队在周邊森林中綁架並殺害了城堡的主人瑞多·赫里巴爾（Rado Hribar，1901-1944年）和克谢尼娅·戈鲁普·赫里巴尔（Ksenija Gorjup Hribar，1905-1944年）。戰後，這座城堡被共產黨政府沒收。在斯洛文尼亞獨立後，1992年，赫里巴爾家族的後代提出了歸還財產的要求，其政府則於2004年將城堡歸還給繼承人。

## 城堡公園
城堡周圍環繞著一座建於17世紀後期的公園。最初包括城堡下方斜坡上的一個果園，以及下面平原上的四個魚塘，還有一條從城堡延伸出去的長椅的人行道。在整體規劃上沒有明顯變化，但當代僅存下一個池塘。
目前保存的設施包括一條通道，該通道沿著斜坡向城堡後面的方形圍牆庭院延伸。牆上裝飾著安吉洛·普塔波齊 (Angelo PuttaPozzi) 設計的巴洛克式女性雕像。